# 28346 Kent
28346 Kent è un asteroide della fascia principale. Scoperto nel 1999, presenta un'orbita caratterizzata da un semiasse maggiore pari a 2,7425021 au e da un'eccentricità di 0,1287677, inclinata di 9,18288° rispetto all'eclittica.
L'asteroide è dedicato al professore statunitense Kent Hodgson.